# Piotr Michnikowski
Piotr Michnikowski (ur. 10 listopada 1960 w  Warszawie) – artysta rzeźbiarz, syn aktora Wiesława Michnikowskiego.

## Życiorys
Ukończył Warszawską Akademię Sztuk Pięknych w Warszawie, dyplom w 1985 w pracowni Jerzego Jarnuszkiewicza.
Zajmuje się rzeźbą w szerokim zakresie: małą formą rzeźbiarską w brązie, medalierstwem, rzeźbą w kamieniu i drewnie, ceramiką, a także budowaniem instrumentów muzycznych i nietypowych konstrukcji przestrzennych oraz instalacji o charakterze scenografii. Eksperymentuje z dźwiękami i z muzyką, prowadząc autorski program „Muzare” będący poszukiwaniem związków pomiędzy rzeźbą i muzyką. Jest autorem statuetek stanowiących nagrody m.in. na festiwalach filmowych: „Warszawski Feniks” – Międzynarodowy Festiwal Filmowy Żydowskie Motywy, Nagrody Polskiego Instytutu Sztuki Filmowej, dorocznej nagrody firmy Sybase-Polska, medalu honorowego Teatru Polskiego Radia, statuetki Pola Negri Award, a także statuetek związanych z jeździectwem.
Tematyka prac jest bardzo różnorodna, od figuratywnej, animalistycznej, poprzez abstrakcję do autorskich instrumentów muzycznych i koncepcyjnych projektów sztuki użytkowej. Zajmuje się również tworzeniem unikatowych obrazów ceramicznych wykorzystując barwne szkliwa ceramiczne przeważnie własnego autorstwa.

## Wybrane wystawy
- 2001 – wystawa „Obrazy i Obrazki Malowane Szkliwem” w galerii BRAMA w Warszawie
- 2003 – wystawa „Wariacje na Końske Temata” w Zakrzowie

### Wystawy indywidualne
- 1992 – Haus am See w Hanowerze
- 1995 – Ceramika a Rzeźba w galerii BRAMA w Warszawie
- 1996 – Ceramika i Kolor w galerii BRAMA w Warszawie
- 1996 – Ceramika i Dźwięk w galerii Dzielnicowego Centrum Promocji Kultury Praga-Południe w Warszawie
- 2000 – Malarstwo i Rzeźba w galerii BRAMA w Warszawie
- 2000 – Wystawa Rzeźb i Ceramiki w galerii „BORKA - Miejsce Sentymentalne” w Warszawie
- 2001 – Galeria Zapiecek – rzeźba
- 2002 – Galeria „Poniatówka” w Błoniu
- 2003 – siedziba firmy „Sybase” w Warszawie
- 2005 – Rzeźba z Muzyką, Galeria Zapiecek
- 2007 – prezentacje wypałów ceramiki Raku, wystawa prac podczas Mistrzostw Polski Amazonek
- 2014 – wystawa plenerowa w Starych Żukowicach
- 2016 – „Studio Gosha” w Poczdamie
- 2017 – wystawa obrazów i rzeźb, Biblioteka Ratuszowa w Lesznie[1][4]

### Wystawy zbiorowe
- 1994 – Ceramika - Struktury, Znaczenia w CRP w Orońsku (prowadzenie pleneru)
- 1996 – AKTYN Business Center w Warszawie
- 2004 – Końskie Warsztaty w Zakrzowie (prowadzenie pleneru)
- 2005 – Dwadzieścia lat później w galerii DAP w Warszawie